# Bahnradsport-Europameisterschaften 2026
Die Bahnradsport-Europameisterschaften 2026  sollen vom 1. bis 5. Februar im Konya Velodromu im türkischen Konya stattfinden. Es sind die ersten internationalen Elite-Meisterschaften, die auf dieser 2022 eingeweihten Radrennbahn geplant sind.